# Félix Gaillard
Félix Gaillard d'Aimé (Parigi, 5 novembre 1919 – Jersey, 10 luglio 1970) è stato un politico francese.

## Biografia
Félix Gaillard è stato Presidente del Consiglio della Francia dal 6 novembre 1957 al 14 maggio 1958.
Morì in un naufragio al largo dell'Isola di Jersey.